# カノンSound of Oasis
カノンSound of Oasis（カノンサウンドオブオアシス）は、ミュージックバードで放送されている番組。2022年1月時点での放送時間は毎週日曜日の21:00～21:55（JST）。

## 概要
カノンをパーソナリティとして、「癒し」をテーマとした音楽やトークを繰り広げる。
当初は水曜21時枠の放送だったが、月曜0時枠→土曜日（20時枠→21時枠）→木曜0時枠と5度の時間枠変更を受け、2021年4月以降は日曜21時枠に移動。時間枠を移動しながらも15年以上放送が続けられている。また、開始当初は生放送だったが、後に収録放送に変更されている。
2019年11月時点で全国のコミュニティ放送局108局ネットで放送されており、エフエム太郎（木曜14:00～15:00）のように遅れネットで放送されているコミュニティ放送局もある。
2022年1月2日から番組内容が一新され、2021年2月10日からスペシャルプログラムとして毎月第2週に放送されていた『GOOD PERSON（グッド パーソン）』（開始当初は『COOL PERSON（クール パーソン）』だったが、同年6月13日の放送からタイトルを変更）を最終週を除く毎回の放送に変更し、経営者やリーダーをゲストとして招き、経営の話だけでなく、音楽や癒しなども交えた対談型番組となり、タイトルも正式に『Sound of Oasis～GOOD PERSON～』へ変更された。

## 2021年12月までのコーナー
- kanon's Lovely Classic

カノンのお薦めのクラシックを紹介する。
- Cinema collection

カノンが選んだ、お薦めの映画を紹介する。
- Words for you

カノンが感銘を受けた言葉とその発言した人について紹介する。

## スペシャルプログラム
2019年7月31日からはスペシャルプログラムとして『聴き酒スペシャル COOL SAKE（ききざけスペシャル クール サケ）』の放送が開始され、以降も毎月最終週に放送。2022年1月の番組リニューアル後も『Sound of Oasis～COOL SAKE～』として引き続き放送される。
スペシャルプログラムでは通常時と放送内容が異なっており、作曲家でシンセサイザー奏者の冨田勲の娘で酒サムライの妹尾理恵がスペシャルプログラム限定の月1レギュラーとして出演するほか、放送内容も通常時とは異なり、酒の紹介やゲストを交えてのトーク、音楽を中心とした内容となる。

## 放送時間の遍歴
- 2006年8月2日 - 2009年3月25日:水曜日 21:00 - 22:00
- 2009年4月6日 - 2012年6月25日:月曜日 00:00 - 01:00
- 2012年7月7日 - 2018年3月31日:土曜日 20:00 - 20:55
- 2018年4月7日 - 2019年3月30日:土曜日 21:00 - 21:55
- 2019年4月4日 - 2021年4月1日:木曜日 00:00 - 01:00
- 2021年4月4日 - 現在:日曜日 21:00 - 21:55